# (26255) Carmarques
(26255) Carmarques est un astéroïde de la ceinture principale.

## Description
(26255) Carmarques est un astéroïde de la ceinture principale d'astéroïdes. Il fut découvert le 24 août 1998 à Socorro (Nouveau-Mexique) par le projet LINEAR. Il présente une orbite caractérisée par un demi-grand axe de 2,27 UA, une excentricité de 0,15 et une inclinaison de 6,4° par rapport à l'écliptique.

## Compléments